# Mauloff
Mauloff ist ein Ortsteil der Gemeinde Weilrod im hessischen Hochtaunuskreis.

## Geographie
Mauloff liegt im östlichen Hintertaunus im Naturpark Taunus. Das ruhig gelegene Dorf befindet sich auf einer Hochfläche der sogenannten Pferdskopfscholle. Etwas unterhalb der Ortslage entspringt der Klirrbach. Der höchste Berg in der Gemarkung, mit 626 Meter über NN, liegt knapp einen Kilometer südwestlich des Ortes, an der Rennstraße.
Nachbarorte sind Reichenbach (südwestlich), Riedelbach (nördlich), Finsternthal (nordöstlich) und Seelenberg (südlich).

## Geschichte

### Historische Ortsnamen
In historischen Dokumenten ist der Ort unter folgenden Ortsnamen belegt (jeweils mit dem Jahr der Erwähnung):
1156: Mulefo, 1370: Mulffe, 1374: Mulf, 1428: Maulff, 1430: Mulff, 1439: Molff, 1480: Muloff, 1521: Mulloff, 1525: Maüloff, 1531: Maluff, 1542: Muluff, 1551: Mauluff, 1559: Maulopff, 1579: Mauloff.

### Ortsgeschichte

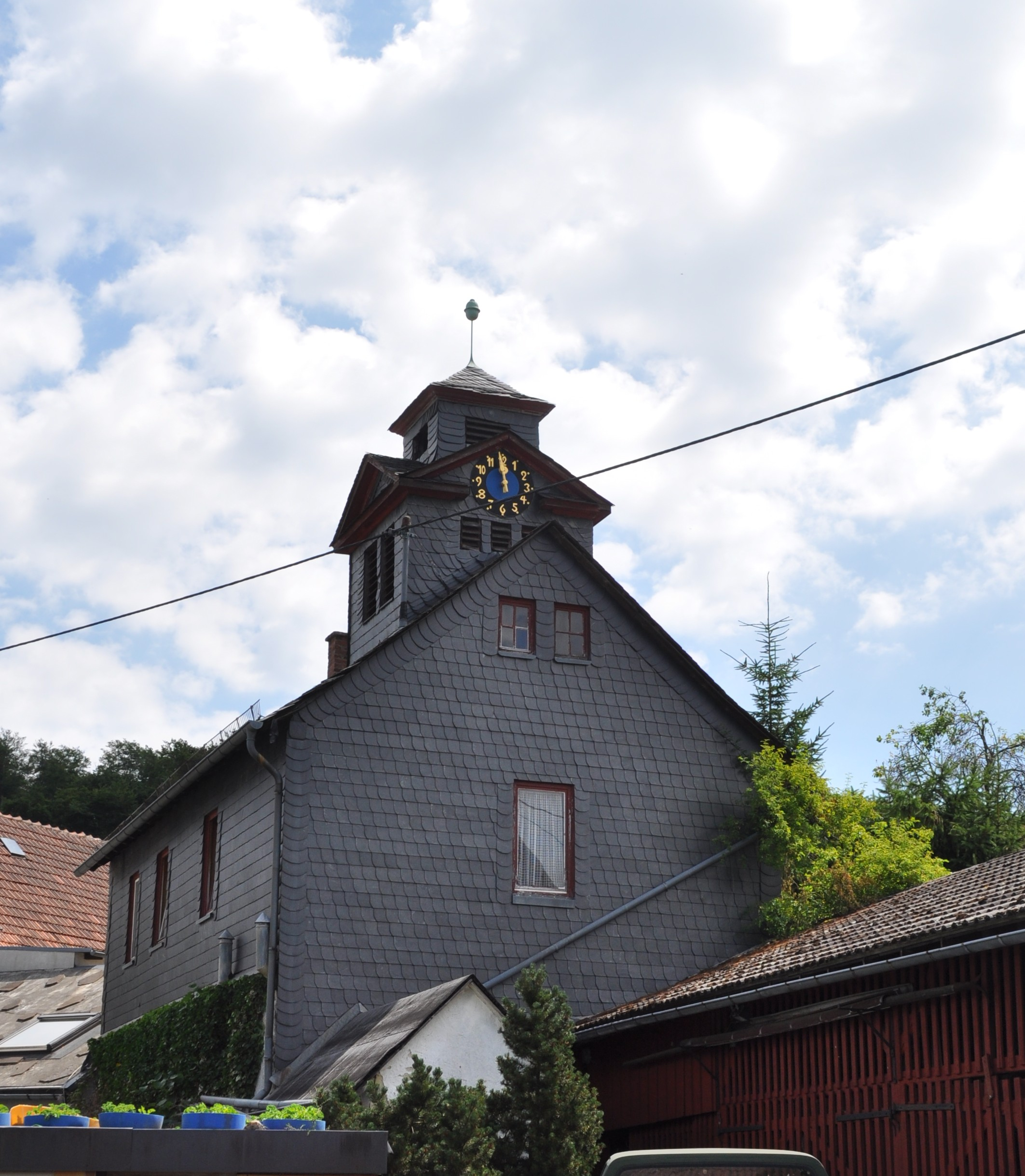
Backes

Die älteste bekannte schriftliche Erwähnung von Mauloff erfolgte unter dem Namen Mulefo im Jahr 1156 in einer Schenkungsurkunde des Benediktiner-Mönch-Klosters Walsdorf (bei Bad Camberg) an das Erzbistum Mainz. Erzbischof Arnold von Mainz berichtete, dass das Kloster sich anno 1156 mit all seinen Gütern gegen eine jährliche Abgabe in den Schutz und Gehorsam des Erzbistums Mainz begeben habe. In der Auflistung der Besitzungen des Klosters wurde auch Mauloff mit einer Fläche von 30 Mansen (ca. 900 Morgen) aufgeführt.
Als 1317 die Grafschaft Diez an die Herren von Cronberg verpfändet wurde, taucht der Name Mauloff wieder auf.
Am Ende des 14. Jahrhunderts gab es immer wieder Streitigkeiten und Kämpfe zwischen der Stadt Frankfurt am Main und den Herren von Hattstein, unter denen auch Mauloff zu leiden hatte, da sich die Burg Hattstein zwischen Arnoldshain und Reifenberg in der Nachbarschaft befand. Die Hattsteiner besaßen in den darauffolgenden Jahrhunderten den Zehnten zu Mauloff. 1439 trugen die Herren von Reifenberg, Verwandte der Hattsteiner, Güter zu Mauloff dem Kloster Walsdorf auf.
1457 bezogen die Grafen von Katzenelnbogen Hubenhafer aus dem hochgelegenen Ort.
1479 empfing die gleiche Familie Bede-, Weide und Lagergeld aus Mauloff und Steinfischbach im Amt Altweilnau.
Aus dem Jahre 1482 ist eine Beschreibung der Grenzen des Amtes Altweilnau vorhanden. In dieser Beschreibung kommen noch viele heute vorhandene Flurnamen in Mauloff vor. In den hattsteinischen Zehntregistern aus der Zeit von 1500–1560 ist 1504 der Zehnterheber Peter Marckel von Mauloff genannt.
Aus dem/n? im Jahre 1526 aufgestellten Kircheninventarien/rium? ergibt sich, dass Mauloff 12 Malter, halb Korn und halb Hafer in die Kirche Steinfischbach liefern musste.
Im Jahre 1606 hatte das Dorf 14 Haushalte, also etwa 70 Einwohner.
Im Dreißigjährigen Krieg hatte das Dorf viel zu leiden.
1633 bilden Mauloff und Riedelbach zusammen ein Gericht. Es wird von einem Gerichtssiegel berichtet, das nicht mehr vorhanden ist. Gegen Ende des 18. Jahrhunderts kam ein neues Siegel auf, dessen Stempel noch im Staatsarchiv vorhanden ist. Es zeigt in einem ovalen Siegelfeld (25 × 29 mm) eine Kapelle mit Turm in Vorderansicht. Die Umschrift lautet „GEMEINDE MAULOFF“. Die Kapelle, die hier für die Ortschaft so wichtig auf dem Wappenbild herausgestellt wird, ist erst 1703 in den Akten belegt.
1682 kaufte der Usinger Amtmann Schmidtborn die früher hattsteinischen Gefälle im Dorf auf. Fürst Walrad von Nassau-Usingen erwarb 1698 Teile dieses Zehnten. Aus der ersten Hälfte des 18. Jahrhunderts wissen wir, dass Schafzucht betrieben wurde, denn im für Mauloff zuständigen Kirchenbuch werden viele Schäfer genannt.
Am 12. März 1774 hat es einen schweren Hagelschlag gegeben, wie aus einer Supplik der Gemeinde vom 4. April 1778 um Erlass der Küchenholzlieferung hervorgeht. Die Gemeinde gab zur Begleichung der Küchenholzlieferungsschulden und für die künftigen Lieferungen 14 Morgen Wald am „Grindtschiebel“ an den Staat (d. h. das Fürstentum Nassau-Usingen) ab. Am 16. November 1781 geschah die endgültige Übereignung des Waldgebietes in der Gemarkung Mauloff, das heute noch der „Staatswald“ ist.
Die napoleonische Zeit und die Befreiungskriege sowie den Beginn des Herzogtums Nassau durchlebte Mauloff wie die Orte des Usinger Landes.
Als 1817/18 die Gemeinden Vorschläge für ein Siegel machen mussten, bat der Mauloffer Schultheiß um ein Bild einer Kirche mit Turm, nach dem Vorbild des 18. Jahrhunderts, so ähnlich, wie es das heutige zeigt.
1840 wurde die Zehntablösung in Nassau durchgeführt. Bei dieser Umstellung hatte Mauloff ein Kapital von 4.950 fl. (Gulden).
Bis 1891 gehörte Mauloff zu einem Spritzenverband zusammen mit Riedelbach und Neuweilnau, aus dem man allerdings am 19. Juli 1891 austrat. Bis 1932 hatte man eine Pflichtfeuerwehr. Am 15. Dezember 1932 wurde die Freiwillige Feuerwehr Mauloff gegründet, deren erster Kommandant Otto Steinmetz war.
Der Schützenverein „Lützow“ Mauloff gründet sich 1920.

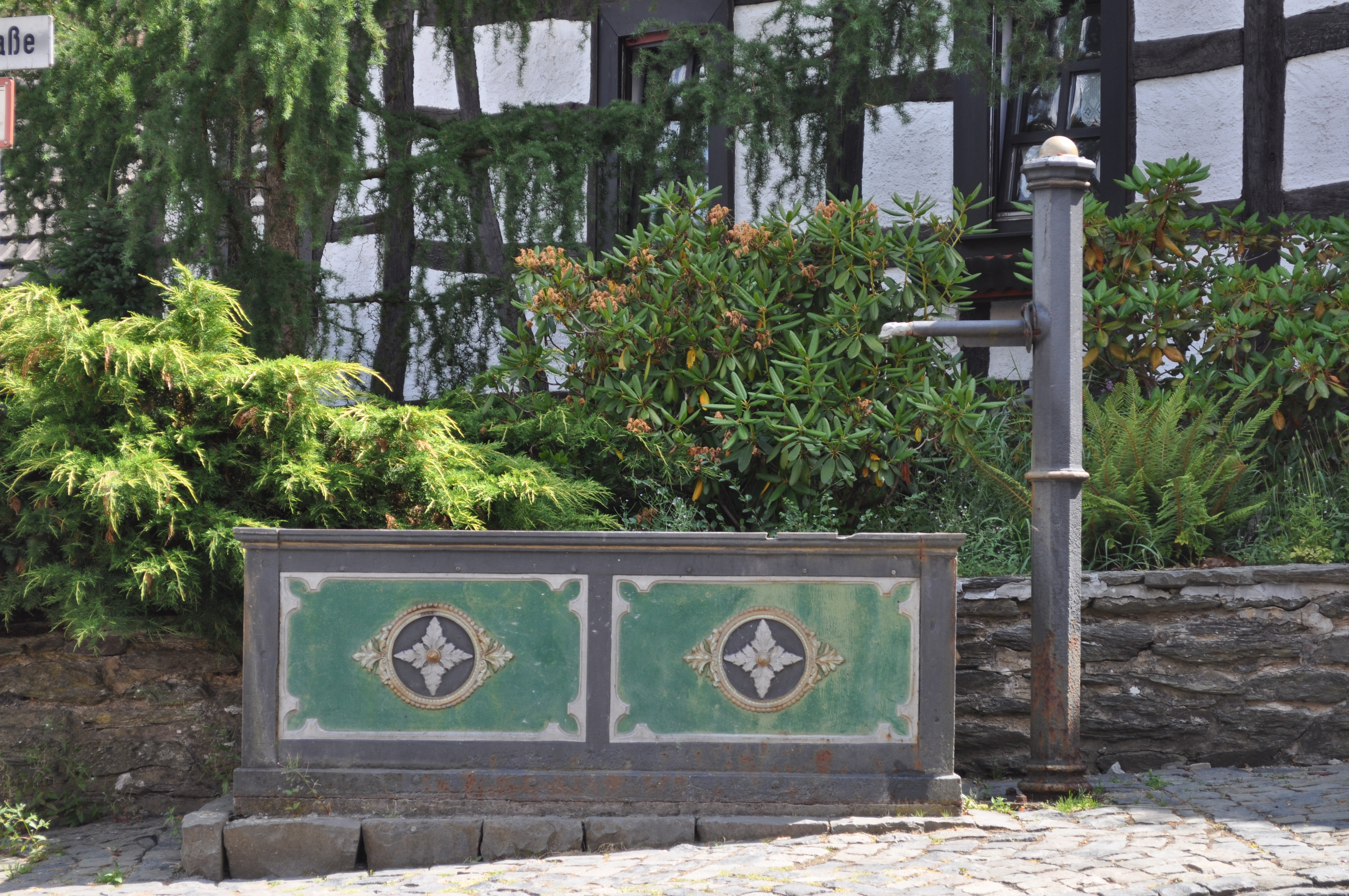
Gusseiserner Brunnen in der Ringstraße

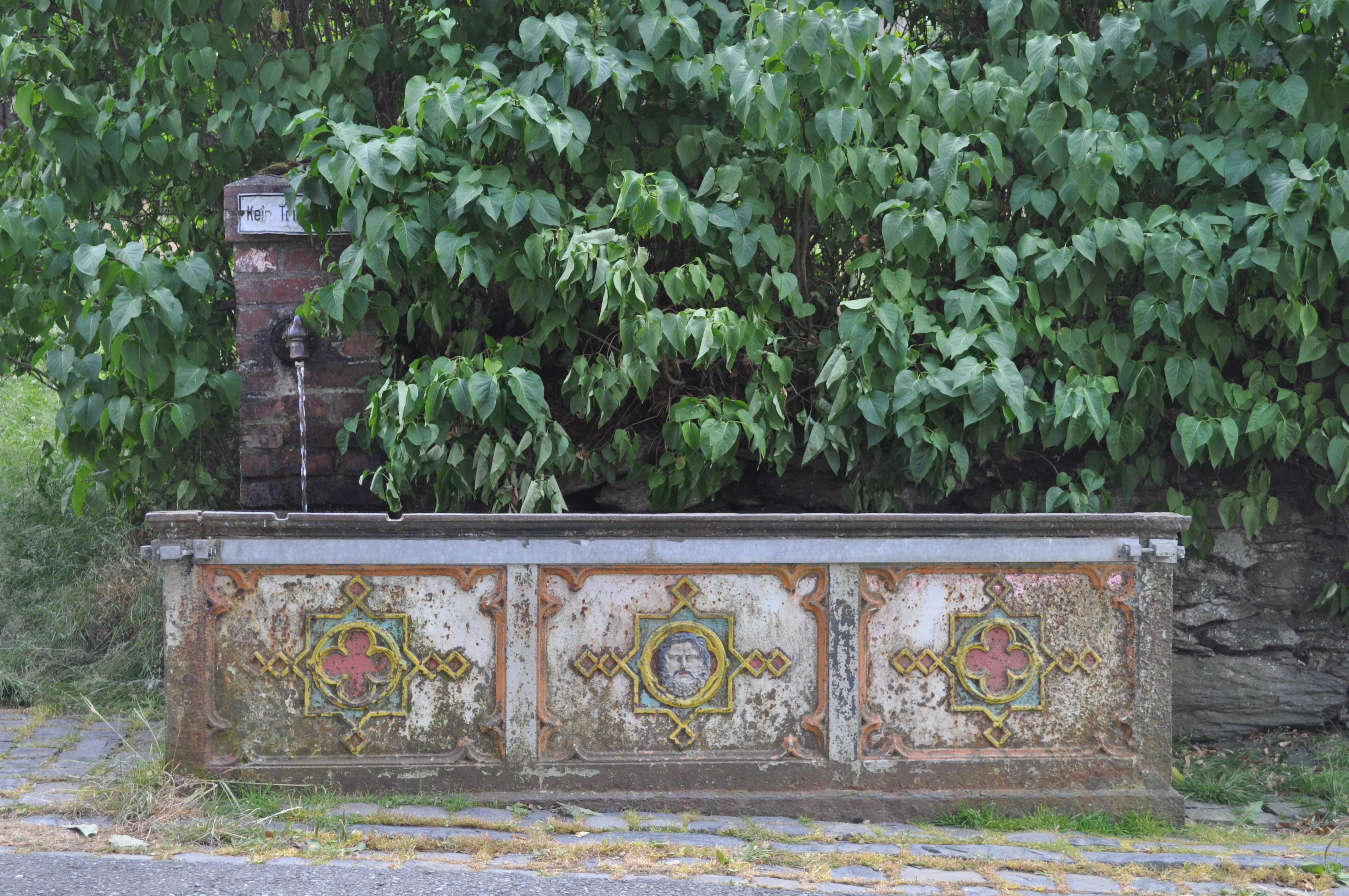
Unsanierter gusseiserner Brunnen

Die Wasserversorgung im Dorf erfolgte über hölzerne Laufbrunnen. Diese wurden in der zweiten Hälfte des 19. Jahrhunderts durch Laufbrunnen aus Gusseisen ersetzt. Zwei dieser Brunnen sind bis heute erhalten. Die erste Wasserleitung im Dorf wird 1904 gebaut und elektrisches Licht gibt es seit 1921.
Die Dorfstraßen wurden im Jahr 1950 erstmals asphaltiert. Das Dorfgemeinschaftshaus baute die Gemeinde mit Hilfe der Landesregierung im Jahre 1956.
Hessische Gebietsreform (1970–1977)
Im Zuge der Gebietsreform in Hessen fusionierten die bis dahin selbständigen Gemeinden Altweilnau, Finsternthal, Mauloff, Neuweilnau und Riedelbach zum 1. Dezember 1970 auf freiwilliger Basis zur neuen Gemeinde Weilnau zusammen, bevor diese Gemeinde am 1. August 1972 mit mehreren bis dahin selbstständigen Gemeinden kraft Landesgesetz zur neuen Großgemeinde Weilrod zusammengeschlossen wurde. Für alle ehemals eigenständigen Gemeinden von Weilrod wurde je ein Ortsbezirk mit Ortsbeirat gebildet.

### Verwaltungsgeschichte im Überblick
Die folgende Liste zeigt die Staaten und Verwaltungseinheiten, denen Mauloff angehört(e):
- vor 1806: Heiliges Römisches Reich, Grafschaft/Fürstentum Nassau-Usingen, Amt Usingen
- ab 1806: Herzogtum Nassau,[Anm. 2] Amt Usingen
- ab 1849: Herzogtum Nassau, Kreisamt Idstein[Anm. 3]
- ab 1854: Herzogtum Nassau, Amt Usingen
- ab 1867: Königreich Preußen,[Anm. 4] Provinz Hessen-Nassau, Regierungsbezirk Wiesbaden, Obertaunuskreis[Anm. 5]
- ab 1871: Deutsches Reich, Königreich Preußen, Provinz Hessen-Nassau, Regierungsbezirk Wiesbaden, Obertaunuskreis
- ab 1918: Deutsches Reich, Freistaat Preußen, Provinz Hessen-Nassau, Regierungsbezirk Wiesbaden, Obertaunuskreis
- ab 1886: Deutsches Reich, Königreich Preußen, Provinz Hessen-Nassau, Regierungsbezirk Wiesbaden, Kreis Usingen
- ab 1932: Deutsches Reich, Königreich Preußen, Provinz Hessen-Nassau, Regierungsbezirk Wiesbaden, Obertaunuskreis
- ab 1933: Deutsches Reich, Königreich Preußen, Provinz Hessen-Nassau, Regierungsbezirk Wiesbaden, Landkreis Usingen
- ab 1944: Deutsches Reich, Freistaat Preußen, Provinz Nassau, Landkreis Usingen
- ab 1945: Deutsches Reich, Amerikanische Besatzungszone,[Anm. 6] Groß-Hessen, Regierungsbezirk Wiesbaden, Landkreis Usingen
- ab 1946: Deutsches Reich, Amerikanische Besatzungszone, Hessen, Regierungsbezirk Wiesbaden, Landkreis Usingen
- ab 1949: Bundesrepublik Deutschland, Hessen, Regierungsbezirk Wiesbaden, Landkreis Usingen
- ab 1968: Bundesrepublik Deutschland, Hessen, Regierungsbezirk Darmstadt, Landkreis Usingen
- ab 1971: Bundesrepublik Deutschland, Hessen, Regierungsbezirk Darmstadt, Landkreis Usingen, Gemeinde Weilnau
- ab 1972: Bundesrepublik Deutschland, Hessen, Regierungsbezirk Darmstadt, Hochtaunuskreis, Gemeinde Weilrod

## Bevölkerung

### Einwohnerstruktur 2011
Nach den Erhebungen des Zensus 2011 lebten am Stichtag, dem 9. Mai 2011, in Mauloff 318 Einwohner. Darunter waren 15 (4,7 %) Ausländer.
Nach dem Lebensalter waren 48 Einwohner unter 18 Jahren, 135 zwischen 18 und 49, 87 zwischen 50 und 64 und 51 Einwohner waren älter. Die Einwohner lebten in 141 Haushalten. Davon waren 42 Singlehaushalte, 48 Paare ohne Kinder und 39 Paare mit Kindern, sowie 6 Alleinerziehende und 3 Wohngemeinschaften. In 27 Haushalten lebten ausschließlich Senioren und in 102 Haushaltungen lebten keine Senioren.

### Einwohnerentwicklung
| Mauloff: Einwohnerzahlen von 1834 bis 2020 | Mauloff: Einwohnerzahlen von 1834 bis 2020 | Mauloff: Einwohnerzahlen von 1834 bis 2020 | Mauloff: Einwohnerzahlen von 1834 bis 2020 | Mauloff: Einwohnerzahlen von 1834 bis 2020 |
| --- | ------------------------------------------ | ------------------------------------------ | ------------------------------------------ | ------------------------------------------ |
| Jahr |                                            |                                            |                                            | Einwohner                                  |
| 1834 | 1834                                       |                                            | 129                                        | 129                                        |
| 1840 | 1840                                       |                                            | 134                                        | 134                                        |
| 1846 | 1846                                       |                                            | 139                                        | 139                                        |
| 1852 | 1852                                       |                                            | 138                                        | 138                                        |
| 1858 | 1858                                       |                                            | 137                                        | 137                                        |
| 1864 | 1864                                       |                                            | 142                                        | 142                                        |
| 1871 | 1871                                       |                                            | 137                                        | 137                                        |
| 1875 | 1875                                       |                                            | 137                                        | 137                                        |
| 1885 | 1885                                       |                                            | 147                                        | 147                                        |
| 1895 | 1895                                       |                                            | 132                                        | 132                                        |
| 1905 | 1905                                       |                                            | 144                                        | 144                                        |
| 1910 | 1910                                       |                                            | 141                                        | 141                                        |
| 1925 | 1925                                       |                                            | 124                                        | 124                                        |
| 1939 | 1939                                       |                                            | 123                                        | 123                                        |
| 1946 | 1946                                       |                                            | 163                                        | 163                                        |
| 1950 | 1950                                       |                                            | 159                                        | 159                                        |
| 1956 | 1956                                       |                                            | 160                                        | 160                                        |
| 1961 | 1961                                       |                                            | 148                                        | 148                                        |
| 1967 | 1967                                       |                                            | 172                                        | 172                                        |
| 1970 | 1970                                       |                                            | 166                                        | 166                                        |
| 1980 | 1980                                       |                                            | ?                                          | ?                                          |
| 1990 | 1990                                       |                                            | ?                                          | ?                                          |
| 1999 | 1999                                       |                                            | 303                                        | 303                                        |
| 2007 | 2007                                       |                                            | 317                                        | 317                                        |
| 2011 | 2011                                       |                                            | 318                                        | 318                                        |
| 2015 | 2015                                       |                                            | 357                                        | 357                                        |
| 2020 | 2020                                       |                                            | 342                                        | 342                                        |
| Datenquelle: Historisches Gemeindeverzeichnis für Hessen: Die Bevölkerung der Gemeinden 1834 bis 1967. Wiesbaden: Hessisches Statistisches Landesamt, 1968. Weitere Quellen: LAGIS; Gemeinde Weilrod; Zensus 2011 |                                            |                                            |                                            |                                            |

### Historische Religionszugehörigkeit
| • 1885: | 146 evangelische (= 99,32 %), ein katholischer (= 0,68 %) Einwohner |
| • 1961: | 135 evangelische (= 91,22 %), 11 katholische (= 7,43 %) Einwohner   |

## Politik

### Ortsbeirat
Für Mauloff besteht ein Ortsbezirk (Gebiete der ehemaligen Gemeinde Mauloff) mit Ortsbeirat und Ortsvorsteher nach der Hessischen Gemeindeordnung.
Der Ortsbeirat besteht aus fünf Mitgliedern. Bei den Kommunalwahlen in Hessen 2021 betrug die Wahlbeteiligung zum Ortsbeirat 54,33 %. Dabei wurden gewählt: ein Mitglied von Bündnis 90/Die Grünen und vier Mitglieder der „Freien Wählergemeinschaft“ (FWG). Der Ortsbeirat wählte Klaus-Peter Pehr (FWB) zum Ortsvorsteher.

### Schultheißen, Bürgermeister
| Jahre                           | Amtsträger                                                                                     | Anmerkung |
| ------------------------------- | ---------------------------------------------------------------------------------------------- | --- |
| 1596–1606                       | Hans Guckes                                                                                    | * ca. 1540. |
| ca. 1616–1626                   | Peter Rüddel                                                                                   | 0 |
| 1626–1635                       | Johann Guckes                                                                                  | 0 |
| 1714–1718                       | Henrich Deusinger                                                                              | * 1664 in Mauloff; † 1742 in Mauloff |
| 1718–1723                       | Johann Philipp Fey (Feig)                                                                      | 1724 Feldgeschworener, 1731 gewesener Kirchensenior, * 1669 Mauloff; † 1731 Mauloff |
| 1728–1751                       | Johann Wilhelm Scherer                                                                         | * 1668 Mauloff; † 1751 Mauloff |
| 1751–1783                       | Philipp Henrich Nöll                                                                           | Feldgeschworener und Gerichtsschöffe zu Mauloff; * 1712 Altweilnau;† 1783 Mauloff. Er heiratete 1738 Maria Catharina Scherer, Tochter des Johann Wilhelm Scherer, Schultheißen zu Mauloff und der Maria Catharina Ott |
| 1783–1786                       | Philipp Wilhelm Deusinger                                                                      | * 1735;† 1786 Mauloff |
| 1792–1819                       | Johann Philipp Bach                                                                            | * 1755 Cratzenbach |
| 1792–1819                       | Johann Philipp Ott(o)                                                                          | 1781 Bürgermeister=Rechner, *1763 |
| 1821–1841                       | Johann Philipp Moos                                                                            | * 1789 Steinfischbach |
| 1842–1875                       | Philipp Peter Eist                                                                             | 0 |
| 1876–1892                       | Peter III Ott                                                                                  | 0 |
| 1895–1899                       | Philipp Friedrich Ott                                                                          | 0 |
| 29. November 1899–1920          | Jacob Karl Fraund                                                                              | 0 |
| 1920–1921                       | Helmut Ott                                                                                     | 0 |
| 24. Oktober 1921–22. Juli 1925  | * 15. Mai 1857 Reichenbach; † 22. Juli 1925 Mauloff, Landwirt und Schmied                      | |
| 14. September 1925–Oktober 1945 | Gustav Bachon                                                                                  | * 13. Mai 1880 Treisberg, Zimmermann; † 16. November 1960 Mauloff |
| Oktober 1945–1948               | Otto Eist                                                                                      | * 1902, † 1972, wurde von der amerikanischen Militärregierung eingesetzt |
| 1948–1970                       | Wilhelm (Willi) Seel, * 8. August 1920 Mauloff; † 15. August 1980 Mauloff, gelernter Schneider | |

### Ortsvorsteher
| Jahre                                 | Amtsträger       | Anmerkung                                                                |
| ------------------------------------- | ---------------- | ------------------------------------------------------------------------ |
| 5. Dezember 1972 bis 12. Februar 1973 | Wilhelm Bausch   | , * 30. Mai 1915 Mauloff, † 1. Juli 1988 Usingen, Landwirt, Ortslandwirt |
| 12. Februar 1973 bis 20. Januar 1985  | Reinhard Seel    | * 13. Dezember 1927 Mauloff, † 20. Januar 1985 Mauloff, Landwirt         |
| 15. April 1985 bis 16. Mai 2011       | Wolfgang Haub    | * 31. März 1947 Usingen, Techn. Beamter                                  |
| 16. Mai 2011 bis 15. Juni 2014        | Barbara Geyer    |                                                                          |
| 25. Juni 2014 bis 9. Mai 2016         | Günter Ott       |                                                                          |
| 9. Mai 20016 bis 31. März 2019        | Norbert Göbel    |                                                                          |
| 23. April 2019 bis heute              | Klaus-Peter Pehr | * 24. März 1961 Usingen, Kfz.-Sachverständiger                           |

## Kultur und Sehenswürdigkeiten
Eine Bücherstube ist in der Dorfmitte zu finden.

### Kulturdenkmäler
Siehe Kulturdenkmäler in Mauloff

### Vereine
- Freiwillige Feuerwehr mit Jugendfeuerwehr
- Schützenverein 1920 „Lützow“ Mauloff e. V.